# The Film Parade
The Film Parade è un film del 1933 diretto da J. Stuart Blackton; è conosciuto anche con il titolo March of the Movies

## Produzione
Il film fu prodotto dall'Alliance Films.

## Distribuzione
Nel Regno Unito, venne distribuito dall'Alliance Films. Negli Stati Uniti, distribuito dall'Imperial Distributing Corporation, il film uscì in sala il 21 dicembre 1933 con il titolo March of the Movies.
Viene distribuito in DVD dalla In K Well Images.